# Cominotto
Cominotto (Kemmunett), znan i pod imenom Cominetto, je nenaseljeni otok u Sredozemnom moru koji je dio Republike Malte. Otok ima površinu od samo 0,25 km², a nalazi se 100 metara sjeverozapadno od otoka Comina.
Između Comina i Cominotta nalazi se prozirno, cijansko more Plave lagune (malteški: Bejn il-Kmiemen, doslovno "Između Comina"). Plavu lagunu svakodnevno posjećuju turisti i turistički brodovi, a ovaj slikoviti zaljev je sa svojim sjajnim bijelim pijeskom, te bogatom morskom faunom vrlo privlačan plivačima i roniocima.

## Vanjske poveznice
|  | Zajednički poslužitelj ima još gradiva o temi Cominotto |